# Bo-Kaap
Bo-Kaap (« Au-dessus du Cap » en Afrikaans) quartier anciennement connue sous le nom de « quartier malais » de la ville du Cap, en Afrique du Sud.
Le nom de Bo-Kaap se réfère à sa situation sur les flancs de Signal Hill.

## Localisation
Bo-Kaap est situé au sein du quartier de Schotsche Kloof, dans le City Bowl. Ce quartier a pris officiellement le nom de Bo-Kaap en 2016.

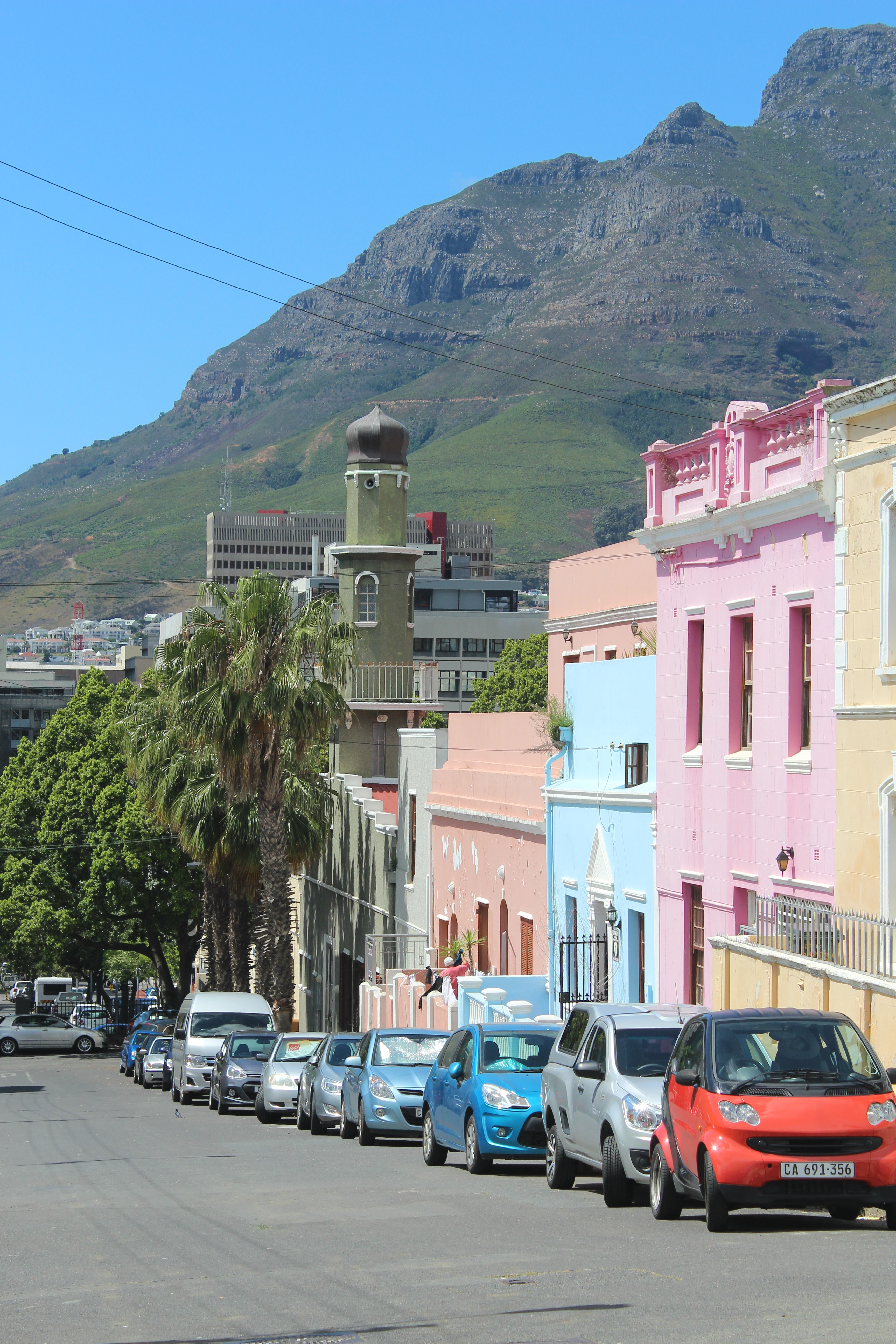
Dorp Street avec la mosquée Auwal.

## Démographie
Bo-Kaap abrite une forte concentration de Malais du Cap (population essentiellement de religion musulmane), lesquels sont les descendants d'esclaves originaires de l'actuelle Malaisie, d'Inde et d'Indonésie qui furent déportés par la Compagnie néerlandaise des Indes orientales à partir du XVIIe siècle afin de servir de main-d'œuvre dans la colonie du Cap.
Le quartier est en voie de gentrification.

## Historique
Lors de l'établissement de la Colonie du Cap au XVIIe siècle, pour pallier la pénurie de main-d’œuvre et éviter les conflits avec les populations locales pastorales, la Compagnie néerlandaise des Indes orientales importa des esclaves d’autres régions d'Afrique mais aussi d'Asie, en particulier de Ceylan, de Malaisie et de l'actuelle Indonésie. Après l'abolition de l'esclavage en 1834, les Malais du Cap demeurèrent au Cap, principalement à flanc de colline de Signal Hill (Bo-Kaap et De Waterkant) où ils formèrent une communauté à part entière, principalement peuplée d’ouvriers et d’artisans.

## Tourisme
Bo-Kaap est aujourd'hui l'un des quartiers les plus pittoresques de la Métropole du Cap en raison de la persistance de nombreuses ruelles pavées, de maisons peintes aux couleurs pastels et de mosquées dont l'architecture rappelle celle de l'Asie du sud-est. Le musée de Bo-Kaap est aménagé dans une maison de style Cape Dutch datant de 1760 et dont l'une des particularités est d'avoir conservé son Voorstoep, une terrasse située à l'avant de la maison. Le musée présente des objets et des photographies en rapport avec la vie des Malais du Cap durant le XIXe siècle.

## Galerie

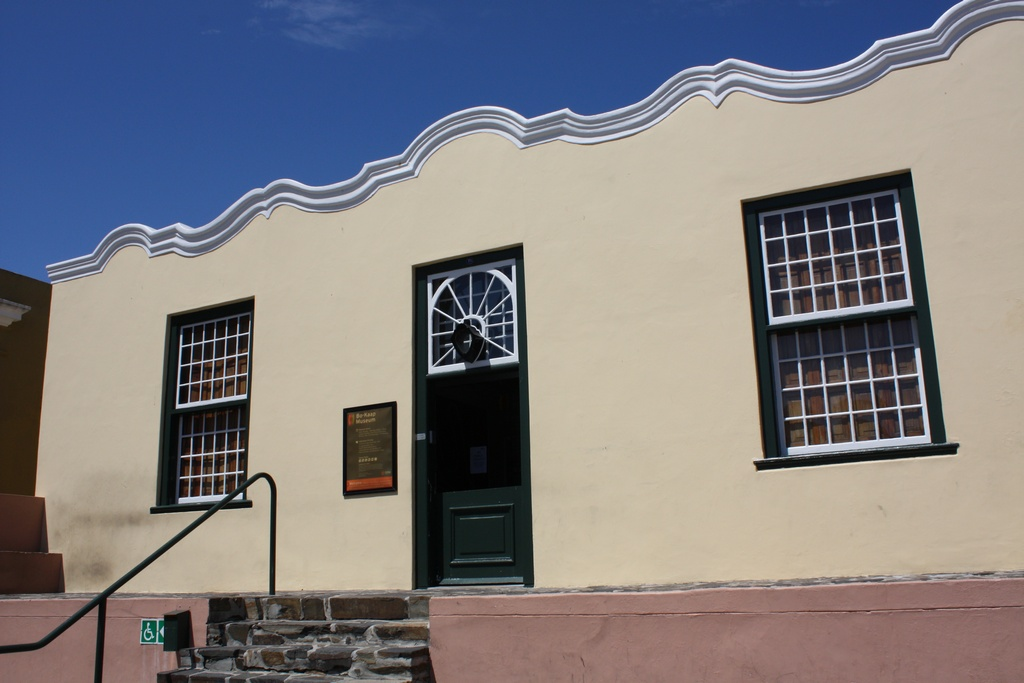
Le musée de Bo-Kaap.
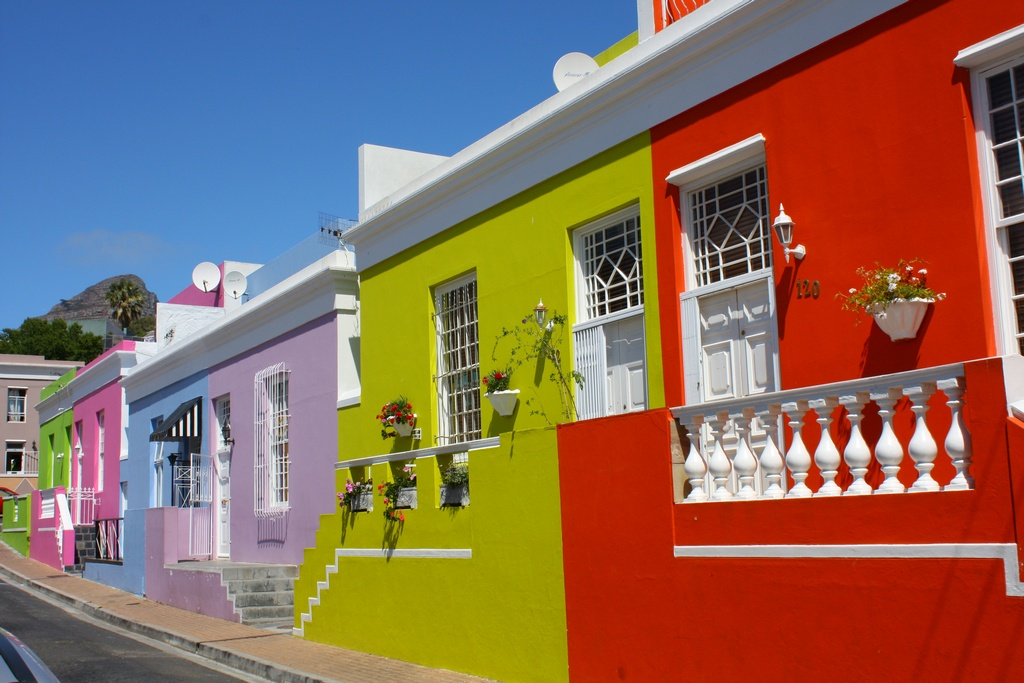
Les maisons colorées de Bo-Kaap.
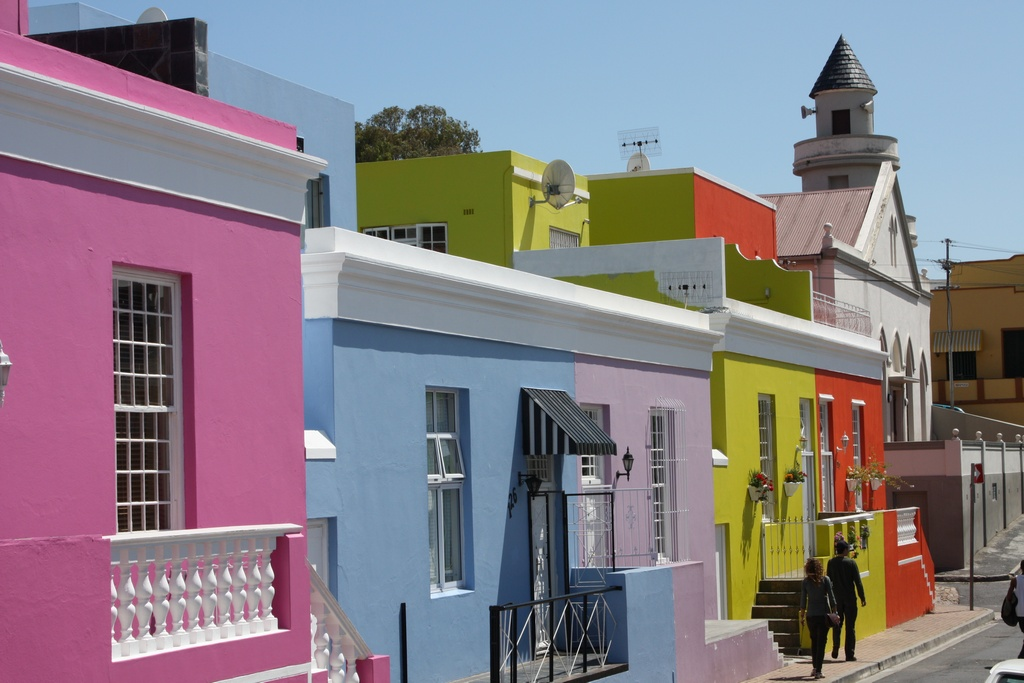
Une rue du quartier de Bo-Kaap.